# Parlamentarische Kontrolle
Die parlamentarische Kontrolle bezeichnet die durchgängige Kontrolle der exekutiven Staatsgewalt durch die Volksvertretung (Parlament) und ist ein elementarer Bestandteil der politischen Systeme demokratisch organisierter Staaten.

## Voraussetzungen
Die parlamentarische Kontrolle setzt zunächst Gewaltenteilung voraus. Gesetzgebung und die Gestaltung in wesentlichen Staatsfragen obliegt ausschließlich dem Parlament, während die Umsetzung solcher Entscheidungen Regierung und Verwaltung anvertraut ist und sie gleichermaßen von unabhängigen Gerichten kontrolliert werden. Neben der Trennung von Funktionen und Personen bei der Ausübung von Staatsgewalt werden Machtmissbrauch und Machtkumulation dadurch vermieden, dass zur gegenseitigen Kontrolle unterschiedlich ausgeprägte Gewaltenverschränkungen („checks and balances“) implementiert werden.
In diesem Aufgabenbereich bezeichnet die Parlamentarische Kontrolle sowohl einen gewissen Grad an Abhängigkeit der Regierung vom Parlament, die personell oder sachlich sein kann, als auch politisch wirksame Instrumente der Begleitung von Exekutivarbeit:
- umfassendes Informationsrecht hinsichtlich Entscheidungen und  Vorhaben von Regierung und Verwaltung sowie hinsichtlich Umsetzung von Parlamentsbeschlüssen
- Regierungsmitglieder können vor dem Parlament jederzeit zitiert und befragt werden
- Budgetrecht, Bewilligungspflicht von Regierungsentscheidungen durch das Parlament in bestimmten Kernfragen wie Außenpolitik, Verteidigung, Geheimdiensten u. ä. Exekutionsfragen, Prinzip der Parlamentsarmee
- Enquête-Recht
- Untersuchungsrecht hinsichtlich Rechtsverstößen, Missständen und unerwünschter Verhältnisse, das durch einen Parlamentsausschuss (Untersuchungsausschuss), in einem gerichtsähnlichen Verfahren oder Beauftragung eines Ermittlers erfolgen kann
- Wahl und Abwahl der Regierung, Misstrauensvotum, Verpflichtungsbeschluss an die Regierung, schlichter Parlamentsbeschluss

## Parlamentarische Kontrolle in der Bundesrepublik

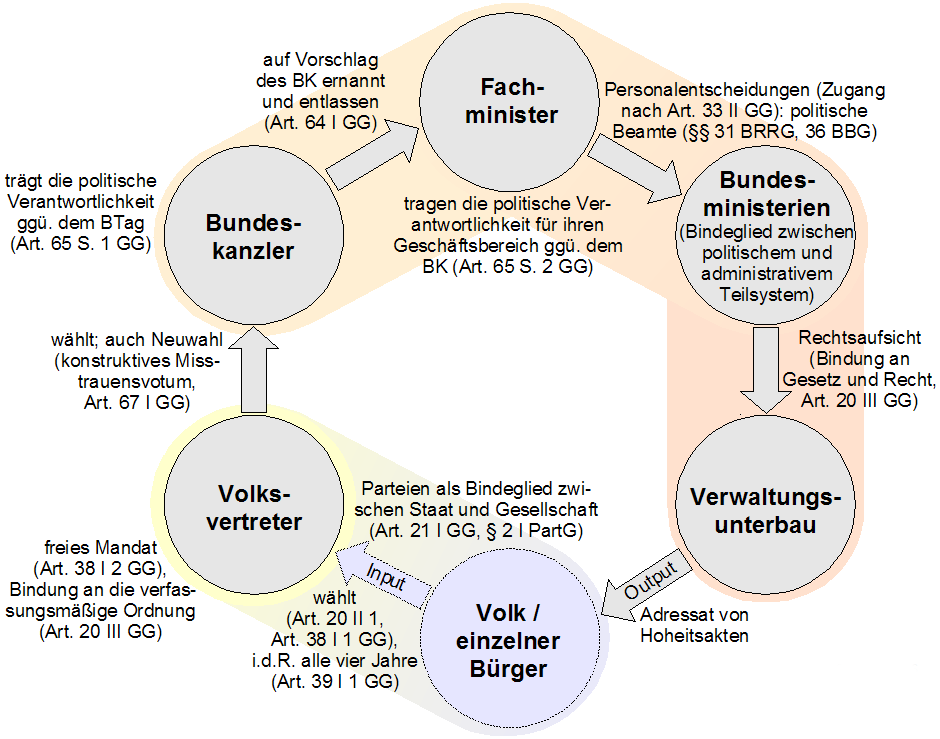
Der Legitimationskette gegenläufig ist die Verantwortungs- und Kontrollkette

Die Kontrolle der Exekutive obliegt in Deutschland auf Bundesebene (für die Länderebene gilt Entsprechendes) originär dem Deutschen Bundestag, der als im parlamentarischen Regierungssystem einziges unmittelbar vom Volk legitimiertes Organ den Anfang der Legitimationskette bildet. Dieser Legitimationskette gegenläufig ist die Verantwortungs- und Kontrollkette: So wird etwa der Bundeskanzler vom Bundestag gewählt und damit legitimiert, ist diesem gegenüber aber auch verantwortlich (als Sanktionsinstrument steht dem Bundestag etwa das Instrument des konstruktiven Misstrauensvotums zur Verfügung) und wird von diesem kontrolliert.
Neben dem Bundestag selbst nehmen auch dessen Hilfsorgane (wie der Wehrbeauftragte) sowie andere externe Stellen (etwa der Bundesrechnungshof als unabhängiges Organ der staatlichen Finanzkontrolle) Kontrollfunktionen wahr. Dazu siehe unten.

### Kontrolle zum Wohle der Allgemeinheit und zum Wohle Einzelner
Gemäß dem Demokratieprinzip, das vom Volk als Ganzem ausgeht, dient die parlamentarische Kontrolle im engeren Sinne nur dem Wohl der Allgemeinheit.
Allerdings ergibt sich vereinzelt auch das Erfordernis parlamentarischer Kontrolle zum Wohle bzw. im Interesse Einzelner (volonté particulière im Gegensatz zur volonté générale); etwa aus dem Petitionsrecht (Art. 17 GG), der Rechtswegsubstitution bei Eingriffen der Exekutive in das Grundrecht auf Unverletzlichkeit der Wohnung (Art. 13 Abs. 1 GG i. V. m. Art. 19 Abs. 4 GG), der Rechtswegsubstitution bei Eingriffen der Exekutive in das Brief-, Post- und Fernmeldegeheimnis (Art. 10 Abs. 1 GG i. V. m. Art. 19 Abs. 4 GG), der Substitution bei Verweigerung der Auskunft zu eigenen personenbezogenen Daten durch die Exekutive (Grundrecht auf informationelle Selbstbestimmung, Art. 2 Abs. 1 GG i. V. m. Art. 1 Abs. 1 GG) oder der Substitution bei Verweigerung des Zugangs zu durch das Informationsfreiheitsgesetz zu allgemein zugänglichen Quellen gewordenen Informationen durch die Exekutive (Art. 5 Abs. 1, Satz 1, 2. Hs. GG).

### Verfassung und Verfassungswirklichkeit
In der Verfassungswirklichkeit handelt es sich bei der von Verfassungs wegen vorgesehenen Kontrolle zumeist um die Kontrolle der Regierung durch die parlamentarische Opposition, da die Regierung ja in der Regel aus der Parlamentsmehrheit (Regierungskoalition) hervorgeht und die regierungstragenden Parteien kein Interesse daran haben, sich im machtpolitischen Sinne selbst zu schädigen. Es ist also weniger der Dualismus Parlament/Regierung, sondern eher der Dualismus Opposition/Regierung.

### Kontrollinstrumente und -institutionen
Kern des parlamentarischen Kontrollrechts ist das Zitierungs- (Art. 43 Abs. 1 GG) und Interpellationsrecht. Vom Interpellationsrecht leiten sich die in der Geschäftsordnung des Deutschen Bundestages (GOBT) ausdifferenziert positivierten Kontrollinstrumente der Befragung der Bundesregierung (§ 106 Abs. 2 GOBT), der Fragestunde (§ 105 GOBT) sowie der Kleinen (§ 104 GOBT) und Großen Anfrage (§§ 100 ff. GOBT) ab. Von diesen Instrumenten können je nach Maßgabe der Bestimmungen sowohl der Bundestag als Vollversammlung (Plenum), wie auch dessen Ausschüsse oder einzelne Bundestagsmitglieder Gebrauch machen.
Daneben besteht das als Minoritätenrecht ausgestaltete Untersuchungsrecht der parlamentarischen Untersuchungsausschüsse (PUA) aus Art. 44 GG bzw. das des Verteidigungsausschusses als Untersuchungsausschuss aus Art. 45a Abs. 2 GG.
Weitere Institutionen mit Kontrollrechten sind beispielsweise die Kontrollgremien (Parlamentarisches Kontrollgremium, Gremium nach § 23c Absatz 8 Zollfahndungsdienstgesetz und Gremium nach Artikel 13 Absatz 6 Grundgesetz) oder die bundestagsexternen Stellen Wehrbeauftragter des Deutschen Bundestages, Bundesbeauftragter für den Datenschutz und die Informationsfreiheit und Bundesrechnungshof, die entweder der Legislative zuzurechnen sind oder zumindest nicht einer der anderen Gewalten zugerechnet werden können.
Die Kontrollinstrumente lassen sich dabei in drei Kategorien einteilen:
- Auskunftsrechte (§ 1, § 2 PetAG, §§ 17 ff. PUAG, § 5 PKGrG, § 15 Abs. 5 Satz 3 Nr. 1 G 10, § 3 Nr. 1 WBeauftrG, § 16 Abs. 4 BDSG, § 12 Abs. 3 IFG i. V. m. § 16 Abs. 4 Nr. 1 BDSG, § 95 Abs. 2 BHO, ggf. i. V. m. § 111 BHO)
- Akten- und Dateieneinsichtsrechte (§ 1, § 2 PetAG, §§ 17 ff. PUAG, § 5 PKGrG, § 15 Abs. 5 Satz 3 Nr. 1 G 10, § 3 Nr. 1 WBeauftrG, § 16 Abs. 4 Nr. 1 BDSG, § 12 Abs. 3 IFG i. V. m. § 16 Abs. 4 Nr. 1 BDSG, § 95 Abs. 1 BHO, ggf. i. V. m. § 111 BHO) sowie
- Zutrittsrechte zu Diensträumen (§ 1, § 2 PetAG, §§ 17 ff. PUAG, § 5 PKGrG, § 15 Abs. 5 Satz 3 Nr. 1 G 10, § 3 Nr. 4 WBeauftrG, § 16 Abs. 4 Nr. 2 BDSG, § 12 Abs. 3 IFG i. V. m. § 16 Abs. 4 Nr. 2 BDSG).

### Reichweite

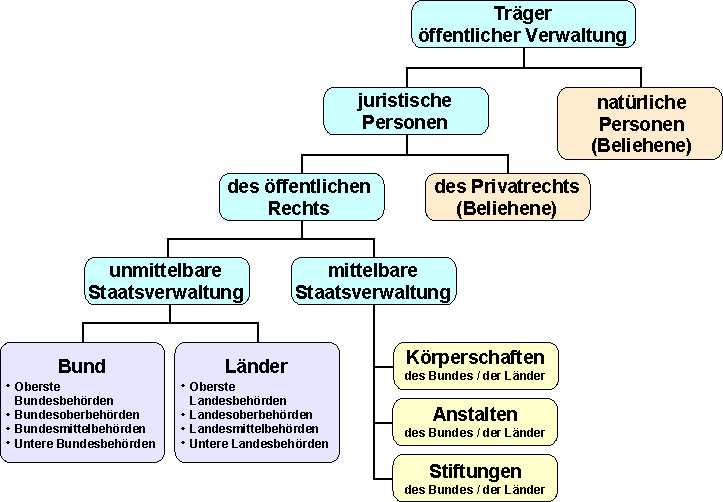
Die Reichweite ist je nach Verwaltungsträger unterschiedlich zu beurteilen

Die Reichweite der parlamentarischen Kontrolle ist je nach Verwaltungsträger unterschiedlich zu beurteilen.
Im Bereich von Bundesregierung und unmittelbarer Staatsverwaltung reicht die Kontrolle am weitesten. Die Grenze ergibt sich hier erst aus dem Gewaltenteilungsprinzip und schützt den Kernbereich exekutiver Eigenverantwortung (etwa den behördlichen Entscheidungsprozess).
Im Bereich der mittelbaren Staatsverwaltung reicht die Kontrolle zumeist so weit wie die Staatsaufsicht über die jeweilige juristische Person. Besonderer Schutz kann sich hier beispielsweise für Universitäten aus der Freiheit der Wissenschaft (Art. 5 Abs. 3 GG) oder für öffentlich-rechtliche Rundfunkanstalten aus der Rundfunkfreiheit (Art. 5 Abs 2 GG) ergeben.
Wie weit die parlamentarische Kontrolle über öffentliche Unternehmen reicht, ist umstritten.

### Tätigkeitsberichte
Die verschiedenen Institutionen veröffentlichen regelmäßig Tätigkeitsberichte.

## Quelle
- Seminararbeit zur parlamentarischen Kontrolle der Exekutive in der Bundesrepublik Deutschland (PDF; 372 kB)